# 1988 na literatura

## Livros
- José Saramago - História do Cerco de Lisboa

## Mortes
| Data           | Nome                    | Profissão                                                                                | Nacionalidade  | Observações | Ref |
| -------------- | ----------------------- | ---------------------------------------------------------------------------------------- | -------------- | ----------- | --- |
| 15 de Janeiro  | Vianna Moog             | advogado, jornalista, romancista e ensaísta                                              | Brasil         | n. 1906     |     |
| 25 de Abril    | Clifford D. Simak       | escritor de ficção científica                                                            | Estados Unidos | n. 1904     |     |
| 8 de Maio      | Robert A. Heinlein      | escritor de ficção científica                                                            | Estados Unidos | n. 1907     |     |
| 23 de agosto   | Menotti Del Picchia     | poeta, jornalista, tabelião, advogado, político, romancista, cronista, pintor e ensaísta | Brasil         | n. 1892     |     |
| 22 de Outubro  | João Apolinário         | poeta e jornalista                                                                       | Portugal       | n. 1924     |     |
| 13 de Dezembro | María Teresa León Goyri | escritora                                                                                | Espanha        | n. 1903     |     |

## Prémios literários
- Nobel de Literatura - Naguib Mahfouz
- Prémio Machado de Assis - Dante Milano
- Grande Prémio de Romance e Novela APE/IPLB - João de Melo
- Prémio Hans Christian Andersen - Annie M. G. Schmidt